# Cornips
Cornips is een geslacht van vlinders van de familie bladrollers (Tortricidae).

## Soorten
- C. agelasta Bradley, 1965
- C. dryocausta (Meyrick, 1938)
- C. gravidspinatus Razowski, 2010